# 司馬遼太郎賞
司馬遼太郎賞（しばりょうたろうしょう）は、公益財団法人・司馬遼太郎記念財団が主催する文芸・学芸・ジャーナリズムを対象とした賞。第8回までは人やグループに対して授与されていた。第9回より小説・評論を対象とした著作に授与されている。
毎年年末に発表され、翌年2月12日（菜の花忌：司馬遼太郎の命日）に菜の花忌シンポジウムの会場で授賞式が行われる。選考は、
1. 最初に、報道機関関係者・作家・学者・文化人にアンケートをして候補作品を選び、
2. 次に、司馬遼太郎記念財団を構成するマスコミ11社[1]の候補選定委員会がアンケート結果から候補を選定し、
3. 最終的に、選定作品の中から選考委員の合議によって決定される。

受賞者には正賞として懐中時計、副賞として100万円が授与される。

## 選考委員
2024年（令和6年）の選考委員
- 安部龍太郎
- 井上章一
- 木内昇
- 後藤正治
- 柳田邦男

過去の選考委員
- 青木彰
- 井上ひさし
- 関川夏央
- 陳舜臣
- 辻原登
- ドナルド・キーン
- 松本健一
- 養老孟司 ほか

## 受賞者一覧

### 第1回から第8回まで
| 回数  | 年度               | 著者名                                     | 出典  |
| ----- | ------------------ | ------------------------------------------ | ----- |
| 第1回 | 1997年（平成9年）  | 立花隆                                     |       |
| 第2回 | 1998年（平成10年） | 塩野七生                                   |       |
| 第3回 | 1999年（平成11年） | 宮城谷昌光                                 |       |
| 第3回 | 1999年（平成11年） | 宮崎駿                                     |       |
| 第4回 | 2000年（平成12年） | 関川夏央                                   |       |
| 第4回 | 2000年（平成12年） | 青森県教育庁「三内丸山遺跡」発掘調査チーム |       |
| 第5回 | 2001年（平成13年） | 宮部みゆき                                 |       |
| 第5回 | 2001年（平成13年） | 山内昌之                                   |       |
| 第6回 | 2002年（平成14年） | 杉山正明                                   |       |
| 第7回 | 2003年（平成15年） | 池澤夏樹                                   |       |
| 第8回 | 2004年（平成16年） | 松本健一                                   | [ 2 ] |

### 第9回から
| 回数   | 年度               | 著者名         | 作品名                                              | 出版社                 | 出典   |
| ------ | ------------------ | -------------- | --------------------------------------------------- | ---------------------- | ------ |
| 第9回  | 2005年（平成17年） | 北方謙三       | 『水滸伝』（全19巻）                                | 集英社                 | [ 3 ]  |
| 第10回 | 2006年（平成18年） | 浅田次郎       | 『お腹召しませ』                                    | 中央公論新社           | [ 4 ]  |
| 第10回 | 2006年（平成18年） | 長谷川毅       | 『暗闘 スターリン、トルーマンと日本降伏』           | 中央公論新社           | [ 4 ]  |
| 第11回 | 2007年（平成19年） | 山室信一       | 『憲法9条の思想水脈』                               | 朝日新聞社〈朝日選書〉 | [ 5 ]  |
| 第12回 | 2008年（平成20年） | 原武史         | 『昭和天皇』                                        | 岩波新書               | [ 6 ]  |
| 第13回 | 2009年（平成21年） | 宮本輝         | 『骸骨ビルの庭』（上・下）                          | 講談社                 | [ 7 ]  |
| 第14回 | 2010年（平成22年） | 楊海英         | 『墓標なき草原』（上・下）                          | 岩波書店               | [ 9 ]  |
| 第15回 | 2011年（平成23年） | 辻原登         | 『韃靼の馬』                                        | 日本経済新聞出版社     | [ 10 ] |
| 第15回 | 2011年（平成23年） | 伊藤之雄       | 『昭和天皇伝』                                      | 文藝春秋               | [ 10 ] |
| 第16回 | 2012年（平成24年） | 赤坂真理       | 『東京プリズン』                                    | 河出書房新社           | [ 11 ] |
| 第16回 | 2012年（平成24年） | 片山杜秀       | 『未完のファシズム―「持たざる国」日本の運命』       | 新潮選書               | [ 11 ] |
| 第17回 | 2013年（平成25年） | 沢木耕太郎     | 『キャパの十字架』                                  | 文藝春秋               | [ 12 ] |
| 第18回 | 2014年（平成26年） | 伊集院静       | 『ノボさん 小説 正岡子規と夏目漱石』                | 講談社                 | [ 13 ] |
| 第19回 | 2015年（平成27年） | 飯嶋和一       | 『狗賓童子の島』                                    | 小学館                 | [ 14 ] |
| 第20回 | 2016年（平成28年） | 葉室麟         | 『鬼神の如く 黒田叛臣伝』                           | 新潮社                 |        |
| 第21回 | 2017年（平成29年） | 奥山俊宏       | 『秘密解除 ロッキード事件』                         | 岩波書店               | [ 15 ] |
| 第22回 | 2018年（平成30年） | 朝井まかて     | 『悪玉伝』                                          | KADOKAWA               | [ 16 ] |
| 第23回 | 2019年（令和元年） | 林新・堀川惠子 | 『狼の義 新 犬養木堂伝』                            | KADOKAWA               | [ 17 ] |
| 第24回 | 2020年（令和2年）  | 佐藤賢一       | 『ナポレオン』全3巻                                 | 集英社                 | [ 18 ] |
| 第25回 | 2021年（令和3年）  | 石川禎浩       | 『中国共産党、その百年』                            | 筑摩選書               | [ 19 ] |
| 第26回 | 2022年（令和4年）  | 平山周吉       | 『満洲国グランドホテル』                            | 芸術新聞社             |        |
| 第27回 | 2023年（令和5年）  | 岡典子         | 『沈黙の勇者たち ユダヤ人を救ったドイツ市民の戦い』 | 新潮選書               |        |
| 第28回 | 2024年（令和6年）  | 麻田雅文       | 『日ソ戦争 帝国日本最後の戦い』                     | 中公新書               |        |